# بلدة ألين (مقاطعة يونيون)
بلدة ألين هي واحدة من أربع عشرة بلدة في مقاطعة يونيون، أوهايو، الولايات المتحدة. وجد تعداد عام 2010، 2263 شخصًا في البلدة.

## التاريخ
على مستوى الولاية، تقع مدن ألين الأخرى في مقاطعات دارك وهانكوك وأوتاوا.
تم تنظيم بلدة ألين في 5 يونيو 1827. سميت البلدة على اسم دانيال ألين، أحد أوائل المستوطنين في المنطقة. كان ألين واحدًا من أول ثلاثة عشر مواطنًا يصوتون في البلدة، وكان من أوائل الأمناء.

## روابط خارجية
- موقع ويب Township
- موقع المقاطعة